# Aschizomys
Aschizomys és un subgènere de rosegadors del gènere Alticola. Les espècies d'aquest grup són endèmiques d'Àsia, on es troben a la Xina, el Kazakhstan, Mongòlia i Rússia. Les diferències morfològiques que hi ha en el si d'aquest subgènere són més significatives que en el subgènere Alticola. Aschizomys té les dents més complexes, amb facetes romes que en sobresurten. La taxonomia d'aquest grup encara no s'ha elucidat amb certesa.